# Dixa maculata
Dixa maculata är en tvåvingeart som beskrevs av Johann Wilhelm Meigen 1818. Dixa maculata ingår i släktet Dixa och familjen u-myggor. Arten är reproducerande i Sverige. Inga underarter finns listade i Catalogue of Life.